# 張大韶
張大韶（1522年—1572年），字鳴德，號二泉，直隸蘇州府太倉州人，民籍，明朝政治人物。

## 生平
嘉靖二十八年（1549年）己酉科應天府鄉試第九名舉人。嘉靖三十二年（1553年）中式癸丑科會試第一百三十六名，二甲第三十九名進士。兵部观政，授南京工部主事，缮治凤阳陵寝，後分司芜湖钞关，丁外艰归，服除，起复补刑部主事，历员外、郎中，出知浙江處州府。在任三年，迁四川按察副使、整饬建昌兵备。卒年五十一。

## 家族
曾祖張銑，贈南京刑部主事；祖父張璧，光化县教諭；父張印，監生。母唐氏。弟大武（监生）、大英、大成。